# Mohamed Hassan Mohamed
Mohamed Hassan Mohamed (ur. 23 sierpnia 1991 roku w Mogadiszu) – somalijski lekkoatleta, uczestnik Igrzysk Olimpijskich w Londynie w 2012 roku.
Mohamed Hassan Mohamed był jednym z dwóch sportowców reprezentujących Somalię na Igrzyskach Olimpijskich w Londynie w 2012 roku. Zawodnik wziął udział w biegu na 1500 m. W biegu eliminacyjnym zajął 13. miejsce, uzyskując czas 3:46:16. Nie wystarczyło to, żeby uzyskać awans do półfinałowego biegu. Ostatecznie w klasyfikacji ogólnej Hassan zajął 12. miejsce.